# Hermann von der Reck
Ludwig Karl Wilhelm Hermann Freiherr von der Reck (ab 1897 Recké) (* 31. Januar 1822 in Obernfelde; † 12. Mai 1902 in Bückeburg) war ein deutscher Forstbeamter und Parlamentarier.

## Leben
Seine Eltern waren  Luise (Lisette) Freiin von Vincke und der Politiker Karl von der Recke. Hermann von der Reck war zuerst an der Ritterakademie Brandenburg Zögling. Dann studierte er an der Ruprecht-Karls-Universität Heidelberg, der Friedrich-Wilhelms-Universität Berlin und mindestens von 1844 bis 1845 der Forstakademie Eberswalde. 1843 wurde Reck Mitglied des Corps Saxo-Borussia Heidelberg. Er trat nach dem Studium in den Dienst der preußischen Forstverwaltung und wurde Forstmeister in Minden. 1875 wurde Hermann von der Reck zum Oberforstmeister in Liegnitz befördert. Den Ruhestand verlebte er in Bückeburg.
Reck saß von 1873 bis 1876 als Abgeordneter des Wahlkreises Minden 1 (Minden, Lübbecke, Jade-Gebiet) im Preußischen Abgeordnetenhaus. Er gehörte der Fraktion der Freikonservativen Partei an. Am 20. März 1875 verlor der Politiker aufgrund seiner Beförderung sein Mandat, wurde aber umgehend wiedergewählt.
Wilhelm von der Reck, Rittergutsbesitzer, Landrat und MdHdA, war sein Bruder. Der Politiker Eberhard von der Recke ist sein Großvater.

## Familie
Hermann heiratete am 20. Juli 1852 in Eckendorf bei Bielefeld Anna Henriette Charlotte Juliane von Borries (* 20. Februar 1827; † 25. September 1910). Das Paar hatte folgende Kinder:
- Karl (1853–1913), Hofchef des Herzogs Friedrich Ferdinand zu Schleswig-Holstein-Sonderburg-Glücksburg
- Franz (1854–1923), Fürstlich Schwarzburgischer Wirklicher Geheimer Rat und Staatsminister
- Wilhelm (1856–1930)
- Dietrich (1858–1866)
- Hermann (1860–1862)
- Louise (1862–1906)
- Helene (1864–1938)
- Marie (1865–1872)
- Ernestine (1868–1948)
- Kurt (1871–1915, in Russland vermisst)